# Laguna de Bertiandos y San Pedro de Arco
Las Lagunas de Bertiandos y San Pedro de Arco son un paisaje protegido que forma parte de la Reserva Ecológica Nacional, incluida en la Red Natura 2000.

## Localización
La reserva tiene cerca de 350 hectáreas que se extienden por las freguesias de Bertiandos, São Pedro d'Arcos, Estorãos, Moreira de Lima, Sá y Fontão del municipio de Puente de Lima.

## Descripción
Está formada por valles, bosque y cuencas de agua originadas por el Río Estorão Fue clasificada como paisaje protegido a pedido de la Cámara, para proteger la biodiversidad existente. Adoptó el símbolo de un anfibio, siendo esta una de las especies en protección en el área.